# Ministerio de Ecología y Recursos Naturales de Azerbaiyán
Ministerio de ecología y recursos naturales de la República de Azerbaiyán (en azerbaiyano Аzərbaycan Respublikasinin Ekologiya və Təbii Sərvətlər Nazirliyi) - es un órgano ejecutivo de Azerbaiyán, que cumple la realización de actividad, relacionada con la ecología, protección del medio ambiente y utilización de los recursos naturales de Azerbaiyán.

## Historia
El ministerio de ecología y recursos naturales de la República de Azerbaiyán fue establecido el 23 de mayo de 2001 por el orden del Presidente de Azerbaiyán Heydar Aliyev sobre las reformos estructurales en el gobierno azerbaiyano. Anteriormente la actividad del ministerio se realizaba por las agencias estatales, como Comité Observador de ecología y utilización de los recursos naturales, Comité estatal de geología y recursos minerales,Comité estatal de hidrometeorología.
Desde el momento de la creación del Ministerio de ecología y recursos naturales, una de las prioridades ha sido la información pública en la esfera de la protección del medio ambiente. Para eso en Ministerio fue establecido el Departamento de promoción ecológica.

## Funciones
El Ministerio realiza el control estatal  de seguridad durante el proceso de la explotación de las fuentes energéticas y de agua, los recursos naturales, las reservas minerales, las capas vegetales, la flora, la fauna (incluso pecez), y también en el campo de la recuperación y la protección ecológica del suelo, uncluso la protección del aire atmosférico y en el marco de su poder controla el uso racional de la base de las materias primas minirales y la capa de la tierra.
Para garantizar el derecho de población  de vivir en el ambiente  salubre realiza la  administración pública en el campo de la protección del medio ambiente y el uso de los recursos naturales, organiza el servicio metrológico, garantiza la realización de las observaciones metrológicas, la preparación de los pronósticos y la extensión de la información.

## Cooperación bilateral
El 18 de febrero de 1997 fue firmado un convenio con el gobierno de Georgia sobre la cooperación en la esfera de la protección del medio ambiente.
El 4 de abril de 2003 entre el Ministerio de ecología y recursos naturales e Instituto de administración pública de Canadá fue firmado un memorando sobre programa de  las medidas correctivas de contaminantes de gas verde para los años 2002-2005.
El 4 de septiembre del mismo año el Ministerio firmó un acuerdo sobre la cooperación en la esfera de la protección del medio ambiente con oficina de Bakú de OSCE.
En julio de 2004 fue firmado el acuerdo sobre la cooperación con la Turquía y Uzbekistán, en agosto del mismo año - con República Islámica de Irán.
El 13 de octubre de 2004 entre el Ministerio de ecología y recursos naturales de Azerbaiyán y Unión Internacional para la Conservación de la Naturaleza fue firmado un acuerdo sobre la cooperación en la protección del medio ambiente. Un mes después, el 13 de noviembre fue firmado acuerdo analógico con Fondo Mundial para la Naturaleza.
En 2007 el acuerdo sobre la cooperación fue firmado con la República de Moldova.